# Leidingbeugel

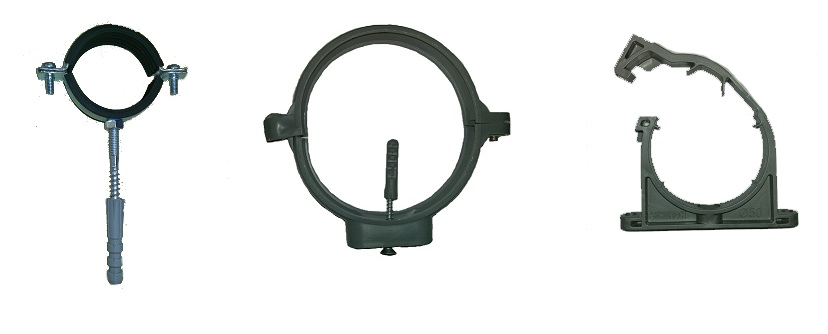
Diverse leidingbeugels

Een leidingbeugel of leidingzadel is een beugel die wordt gebruikt voor het bevestigen van leidingen aan wand of plafond.
Het betreft dan leidingen die niet in de muur, maar zichtbaar tegen de wand of plafond worden gemonteerd, of op enige afstand ervan. Verhoogde aanleg tegen de wand wordt vooral toepast daar waar men stofvorming tussen buis en muur wil voorkomen, en op plaatsen waar vocht problemen kan veroorzaken, zoals bij buiteninstallaties en in vochtige ruimten. Leidingbeugels kunnen van metaal of van kunststof zijn gemaakt, ze kunnen zowel een- als tweedelig zijn. Er zijn onder meer halve beugels, verhoogde beugels en meervoudige beugels.

## Toepassing
Een bekende toepassing zijn de beugels voor het bevestigen van elektriciteitsbuis. Vroeger betrof dit een stalen buis en waren ook de leidingbeugels van staal. Na 1950 werd doorgaans pvc-buis toegepast met bijpassende beugels van dit materiaal. In sommige uitvoeringen worden deze ook wel van polypropeen vervaardigd. Leidingbeugels van pvc vinden ook toepassing bij het fixeren van pvc-leidingbuizen voor de afvoer van hemelwater, en het afvalwater naar het riool.
Men kent ook flexibele leidingbeugels die dikwijls met rubber zijn bekleed. Hiermee kunnen ook slangen en kabels worden gemonteerd. Het rubber dempt hierbij de trillingen, wat de beugels geschikt maakt voor de bevestiging van hydraulische leidingen. Voor het vastzetten van centrale verwarmingsbuizen gebruikt men meestal stalen leidingklemmen die dubbel zijn uitgevoerd, zodat men de aanvoer- en retourleiding met een enkele beugel kan bevestigen.